# Amphoe Ubolratana
Amphoe Ubol Ratana (Thai: อำเภอ อุบลรัตน์) ist ein Landkreis (Amphoe  – Verwaltungs-Distrikt) in der  Provinz Khon Kaen. Die Provinz Khon Kaen liegt im westlichen Teil der Nordostregion von Thailand, dem so genannten Isan.
Der Landkreis ist benannt nach Prinzessin Ubol Ratana, der ältesten Tochter von König Bhumibol Adulyadej (Rama IX.).

## Geographie
Ubol Ratana grenzt vom Norden im Uhrzeigersinn aus gesehen an die Amphoe Khao Suan Kwang, Nam Phong, Mueang Khon Kaen, Ban Fang, Nong Ruea und Phu Wiang in der Provinz Khon Kaen sowie an Amphoe Non Sang in der Provinz Nong Bua Lamphu.
Im Westen des Bezirks befindet sich der Ubol-Ratana-Staudamm, der den Lam Nam Phong anstaut. Er spielt für die Bevölkerung des Kreises eine große Rolle durch Erzeugung von elektrischem Strom, Schutz vor Überschwemmungen, Fischerei auf dem Stausee und als Ziel für Freizeit und Erholung.

## Geschichte
Ubolratana wurde am 20. August 1974 zunächst als „Zweigkreis“ (King Amphoe) eingerichtet, indem die drei Tambon Khok Sung, Na Kham und Ban Dong vom Amphoe Nam Phong abgetrennt wurden. 
Am 25. März 1979 wurde Ubolratana zu einem Amphoe heraufgestuft.

## Sehenswürdigkeiten
- Nationalpark Phu Kao - Phu Phan Kham (อุทยานแห่งชาติภูเก้า-ภูพานคำ) – insgesamt 323 km² groß liegt der Park nur zum Teil im Landkreis Ubol Ratana. Er zieht sich weiter nach Norden bis in die Provinz Nongbua Lamphu hinein. Ein großer Teil des Parks besteht aus Dipterocarp-Bäumen, deren Blätter sich Anfang November verfärben.

## Verwaltung

### Provinzverwaltung
Der Landkreis Ubolratana ist in sechs Tambon („Unterbezirke“ oder „Gemeinden“) eingeteilt, die sich weiter in 68 Muban („Dörfer“) unterteilen.
| Nr. | Name              | Thai       | Muban | Einw.  |
| --- | ----------------- | ---------- | ----- | ------ |
| 01. | Khok Sung         | โคกสูง      | 13    | 08.803 |
| 02. | Ban Dong          | บ้านดง      | 04    | 10.411 |
| 03. | Khuean Ubolratana | เขื่อนอุบลรัตน์ | 0-    | 07.913 |
| 04. | Na Kham           | นาคำ       | 13    | 06.673 |
| 05. | Si Suk Samran     | ศรีสุขสำราญ  | 10    | 05.504 |
| 06. | Thung Pong        | ทุ่งโป่ง      | 10    | 05.237 |

Hinweis: Die Daten der Muban liegen zum Teil noch nicht vor.

### Lokalverwaltung
Es gibt drei Kommunen mit „Kleinstadt“-Status (Thesaban Tambon) im Landkreis:
- Khok Sung (Thai: เทศบาลตำบลโคกสูง), bestehend aus dem gesamten Tambon Khok Sung.
- Na Kham (Thai: เทศบาลตำบลนาคำ), bestehend aus dem gesamten Tambon Na Kham.
- Khuean Ubolratana (Thai: เทศบาลตำบลเขื่อนอุบลรัตน์), bestehend aus Teilen des Tambon Khuean Ubolratana.

Außerdem gibt es vier „Tambon-Verwaltungsorganisationen“ (องค์การบริหารส่วนตำบล – Tambon Administrative Organizations, TAO):
- Ban Dong (Thai: องค์การบริหารส่วนตำบลบ้านดง)
- Khuean Ubolratana (Thai: องค์การบริหารส่วนตำบลเขื่อนอุบลรัตน์)
- Si Suk Samran (Thai: องค์การบริหารส่วนตำบลศรีสุขสำราญ)
- Thung Pong (Thai: องค์การบริหารส่วนตำบลทุ่งโป่ง)